# 聖胡斯托

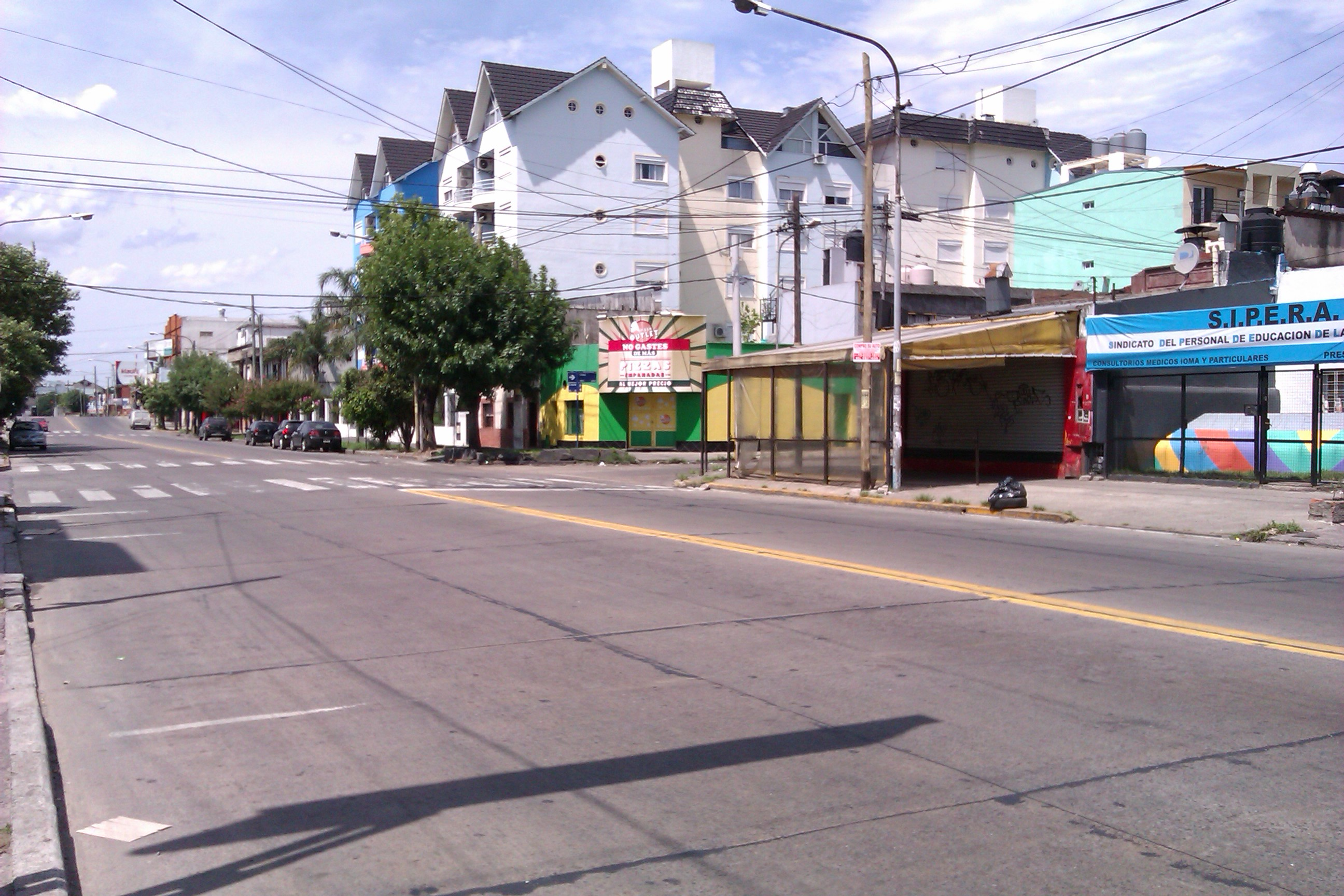
聖胡斯托

聖胡斯托（西班牙語：San Justo）是阿根廷的城市，位於該國東部，距離首都布宜諾斯艾利斯14公里，由布宜諾斯艾利斯省負責管轄，始建於1874年，面積15.13平方公里，海拔高度26米，2001年人口105,274。

## 外部連結
- （西班牙文） San Justo website
- （西班牙文） History
- （西班牙文） La Matanza website
- （西班牙文） Municipal website （页面存档备份，存于）
- （西班牙文） Local Newspaper website （页面存档备份，存于）